# Бужор, Виталий Аронович
Вита́лий Аро́нович Бужо́р (22 ноября 1974, Ленинград, СССР) — российский игрок в мини-футбол на позиции вратаря. Более всего известен выступлениями за казанский «Приволжанин» и подмосковный «Спартак-Щёлково». Выступал за сборную России по мини-футболу.

## Биография
До 14 лет Бужор занимался гандболом, после чего переключился на футбол и мини-футбол. Некоторое время выступал за «Галакс», но в высшей лиге российского мини-футбола дебютировал в составе ПСИ. Через несколько лет перешёл в более успешный петербургский клуб «Зенит». Он не был первым вратарём команды, однако вносил вклад в результат команды. В 1999 году «Зенит» был расформирован, и Бужор стал игроком «Политеха», игравшего во второй по уровню лиге. С его помощью команда вскоре повысилась в классе.
Некоторое время спустя перешёл в казанский «Приволжанин». В составе татарстанской команды он провёл успешный сезон, результатом чего стал вызов в сборную России по мини-футболу. В феврале 2002 года принял участие в товарищеском матче против сборной Андорры.
Отыграв в Казани два с половиной года, Бужор перешёл в подмосковный «Спартак-Щёлково». Вскоре он стал первым вратарём щёлковской команды. За три года стал обладателем кубка России, выигрывал серебро и бронзу чемпионата. В ноябре 2005 года вновь был вызван в сборную и отыграл товарищеский матч против сборной Италии.
Летом 2006 года Бужор покинул Щёлково и провёл один сезон в составе югорского клуба «ТТГ-Ява», где стал обладателем ещё одних бронзовых медалей. Затем два года провёл в «Норильском никеле», после чего завершил профессиональную карьеру.
Завершив игровую карьеру, Бужор перешёл на судейскую и тренерскую работу. Стал судить матчи на различных уровнях, включая матчи Суперлиги и стал одним из тренеров женской сборной России по мини-футболу.

## Достижения
- Обладатель Кубка России по мини-футболу 2005